# Àngel López-Obrero Castiñeira
Ángel López-Obrero Castiñeira (Còrdova, 20 d'abril de 1910 - 26 de març de 1992), fou un pintor andalús.
López-Obrero va iniciar els seus estudis a l'Escola d'Arts i Oficis Mateo Inurria. Posteriorment els va continuar a Madrid, a l'Escola Superior de Belles Arts de San Fernando i al taller de Vázquez Díaz. A les darreries de 1929 ja va prendre part en una exposició col·lectiva organitzada pel grup "Salons Independents".
Durant 1930 i 1931 va exposar, ja de forma individual, un conjunt de quadres i dibuixos titulat "Estampes populars d'Andalusia" en diversos salons. En aquest mateix any va viatjar a Barcelona, on hi va treballar com a dibuixant publicitari i il·lustrador, va pintar retrats i va participar en diverses exposicions.
Es va veure involucrat en la Guerra Civil, cosa que el va portar a patir amargues experiències al front i als camps de concentració a França. En tornar a Espanya es va establir de nou a Barcelona, on va crear, al costat d'altres, els Salons d'Octubre. També va fundar a Barcelona l'Escola d'Arts Plàstiques i el Taller Escola, encaminats a la formació d'artistes novells.
El 1952 va formar part del Salón de los Once a Madrid. En aquest mateix any va tornar definitivament a Còrdova, on es va convertir en un dels grans propulsors artístics de la ciutat, manifestant el seu afany en la recuperació de la tradició artesanal de cordobanes i guadamecíesi revitalitzant tan valuosa expressió artística andalusa. Així mateix va continuar exposant en diferents ciutats espanyoles i va exercir com a professor a l'Escola d'Arts Aplicades i Oficis Artístics de Còrdova.
El 20 de febrer de 1989 se li va concedir la Medalla d'Andalusia, en la categoria d'argent.